# 1778 Alfvén
Az 1778 Alfvén (ideiglenes jelöléssel 4506 P-L) a Naprendszer kisbolygóövében található aszteroida. Cornelis Johannes van Houten, Ingrid van Houten-Groeneveld és Tom Gehrels fedezte fel 1960. szeptember 26-án.